# Derendingen (Tübingen)
Pour l’article homonyme, voir Derendingen.
Derendingen est un ancien village vigneron au sud de Tübingen. Depuis 1934, Derendingen est devenu un quartier (Stadtteil) de la ville de Tübingen. Néanmoins, on trouve encore à Derendingen le charme de l'ancien village vigneron.